# Edmond Moore Hamilton
Edmond Moore Hamilton (21. října 1904, Youngstown, Ohio – 1. února 1977, Lancaster, Kalifornie) byl americký spisovatel science fiction, jeden z autorů období tzv. Zlatého věku sci-fi. Je společně s E. E. Smithem považován za zakladatele žánru vesmírné opery.

## Život
Narodil se roku 1904 v rodině karikaturisty, jeho matka byla učitelka. Od roku 1911 žil s rodinou v New Castle v Pensylvánii. Na střední škole byl považován za zázračné dítě a již ve čtrnácti letech začal studovat fyziku na prestižní Westminster College v New Wilmingtonu. První dva ročníky absolvoval jako premiant, ale ze třetího byl vyloučen pro špatnou docházku i prospěch. Poté pracoval jako úředník v železniční společnosti.
Již před nástupem Zlatého věku patřil k velmi plodným a oblíbeným autorům. Debutoval roku 1926 v pulpovém magazínu Weird Tales povídkou The Monster-God of Mamurth a rychle se stal významným členem skupiny spisovatelů sestavených redaktorem Farnsworthem Wrightem, která zahrnovala mimo jiné H. P. Lovecrafta a Roberta E. Howarda. Zde také v letech 1928–1930 otiskl cyklus povídek Interstellar Patrol (Mezihvězdná hlídka) o galaktické policii složené z příslušníků různých vesmírných ras. Jako autor úspěšných vesmírných oper se dostal do týmu vytvářejícího seriál Captain Future (Kapitán Budoucnost) a pod vlastním jménem nebo pod pseudonymem Brett Sterling napsal většinu dílů tohoto seriálu. Díky tomu se také stal jedním ze scenáristů několika sérií komiksů, především o Supermanovi a Batmanovi.
31. prosince roku 1946 se v kalifornském městě San Gabriel oženil se spisovatelkou a scenáristkou Leigh Brackettovou (1915–1978) a odstěhoval se s ní do Kinsmanu v Ohiu. Ačkoliv byli oba spisovatelé, z jejich společné dílny prakticky vůbec nic nevzešlo. Hamilton především působil jako redaktor některých jejích knih. Zemřel počátkem února roku 1977 na komplikace po operaci ledvin.
Hamilton patřil k těm spisovatelům Zlatého věku, kteří se dokázali přizpůsobit změně vkusu po druhé světové válce. Je autorem dvou stovek povídek, dvaceti šesti románů a několika povídkových sbírek. Jeho povídky jsou nabité akcí, námětem jeho vesmírných oper jsou střetnutí statečných vědců a kosmonautů se zloduchy a jejich snaha odvrátit katastrofy hrozící z vesmíru. Kromě sci-fi psal i detektivní povídky a pod pseudonymem Hugh Davidson také horory.

## Dílo

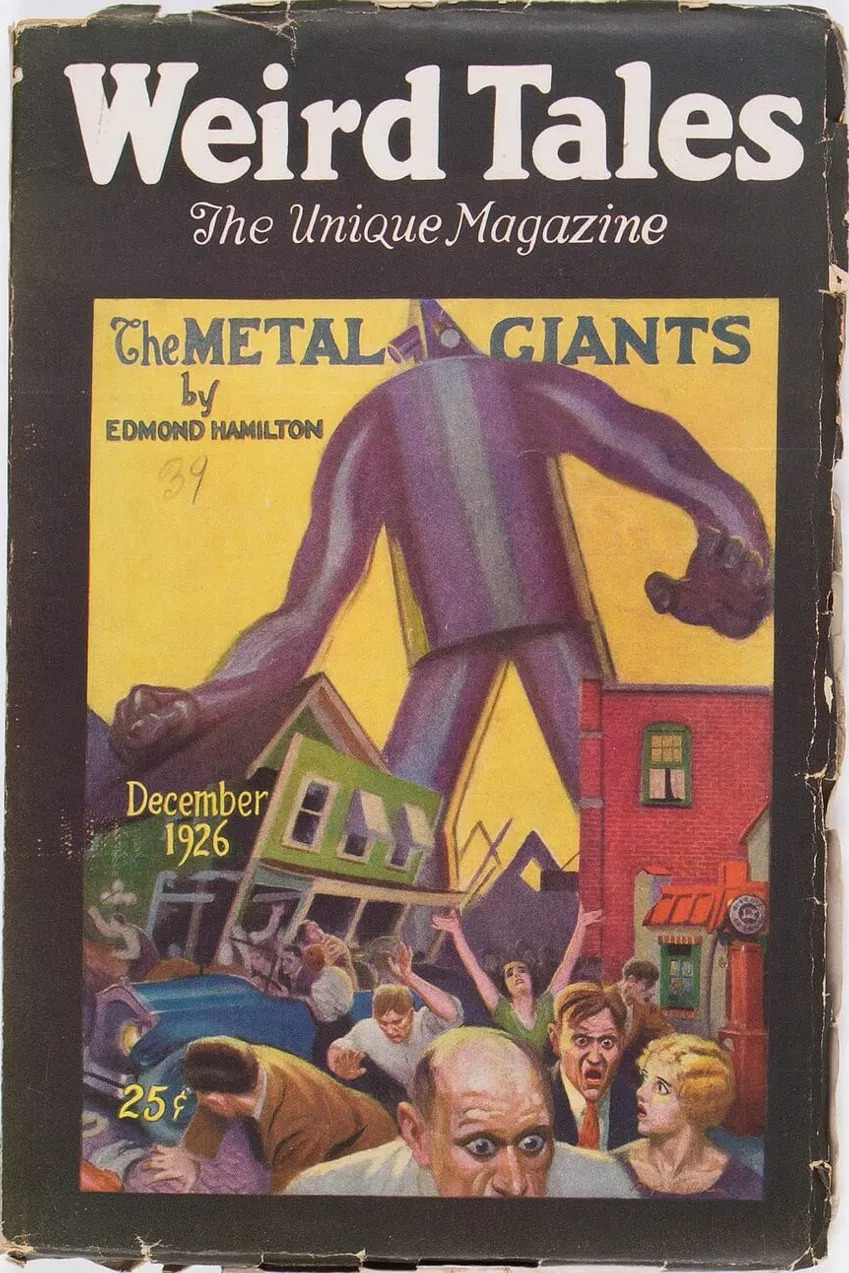
Časopis Weird Tales z roku 1926 s autorovou povídkou The Metal Giants.

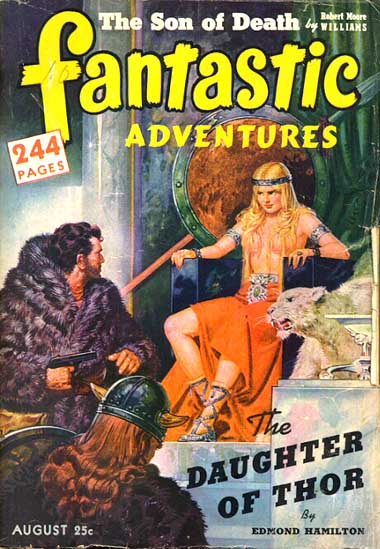
Časopis Fantastic Adventures z roku 1892 s autorovou povídkou The Daughter of Thor.

### Povídky (výběr)
- The Monster-God of Mamurth (1926).
- Across Space (1926).
- The Metal Giants (1926).
- The Time-Raider (1927).
- The Dimension Terror (1928).
- The Island of Unreason (1933).
- The Accursed Galaxy (1935, Prokletá galaxie).
- The Eternal Cycle (1935, Věčný koloběh).
- The Avenger from Atlantis (1935)
- Devolution (1936, Devoluce).
- The Door Into Infinity (1936).
- Space Mirror (1937).
- Murder Asteroid (1940).
- The Daughter of Thor (1942).
- Exile (1943, Vyhnanství).
- Serpent Princess (1948).
- What's It Like Out There? (1952, Jaké to tam je?).
- The Ship from Infinity (1957).
- After a Judgement Day (1963).

### Interstellar Patrol
Interstellar Patrol (Mezihvězdná hlídka) je cyklus osmi povídek o galaktické policii, složené z příslušníků různých vesmírných ras. V letech 1964–1965 byly povídky vydány knižně ve dvou svazcích s názvy Outside the Universe (Stranou vesmíru) a Crashing Suns (Srážky sluncí). Jde o tyto povídky:
- Crashing Suns (1928),
- The Star-Stealers (1929),
- Within the Nebula (1929),
- Outside the Universe (1929),
- The Comet-Drivers (1930),
- The Sun People (1930),
- The Cosmic Cloud (1930),
- Corsairs of the Cosmos (1934).

### Povídkové sbírky
- The Horror on the Asteroid and Other Tales of Planetary Horror (1936, Děs na asteroidu a jiné povídky z planety děsu), jedna z prvních vázaných sbírek pulpové SF.
- Murder in the Clinic (1946).
- Outside the Universe (1964, Stranou vesmíru).
- Crashing Suns (1965, Srážky sluncí).
- What's It Like Out There? and Other Stories (1974, Jaké to tam je? a jiné povídky).
- The Best of Edmond Hamilton (1977)
- Kaldar: World of Antares (1998), posmrtně vydaný soubor tří povídek s dobrodružstvími pozemšťana ve hvězdném systému Antaresu: Kaldar, World of Antares (1933), The Snake-Men of Kaldar (1933) a The Great Brain of Kaldar (1935).
- The Vampire Master and Other Tales of Terror (2000, Pán upírů a jiné děsivé povídky), posmrtně vydaný soubor hororových a fantasy povídek.

### Captain Future
Captain Future (Kapitán Budoucnost) je časopisecký seriál vesmírných oper. Jeho postavu vymyslel americký redaktor Mort Weisinger roku 1939, ale Hamilton je autorem většiny jeho příběhů. Ty vycházely v pulpových magazínech Captain Future, Startling Stories a Amazing Stories Magazines. Nejprve vyšlo v letech 1940–1946 dvacet pokračování a v letech 1950–1951 dalších sedm. Hamilton je pod vlastním jménem nebo pod pseudonymem Brett Sterling autorem dvaceti čtyř z nich.
Kapitán Future se narodil jako Curtis Newton na Měsíci. Je to geniální vědec a dobrodruh, který se svou kosmickou lodí Kometa cestuje po sluneční soustavě, jejíž planety jsou obydleny různými humanoidními rasami. a řeší různé problémy, napravuje křivdy a likviduje superničemy. Později dokáže cestovat i do jiných hvězdných soustav.
Následující seznam obsahuje všechny kapitánovy příběhy. Autor je uveden u těch, které nenapsal Hamilton.
| 01. Captain Future and the Space Emperor (1940). 02. Calling Captain Future (1940). 03. Captain Future's Challenge (1940). 04. The Triumph of Captain Future (1940), také jako Galaxy Mission. 05. Captain Future and the Seven Space Stones (1941). 06. Star Trail to Glory (1941). 07. The Magician of Mars (1941). 08. The Lost World of Time (1941). 09. Quest Beyond the Stars (1942). 10. Outlaws of the Moon (1942). 11. The Comet Kings (1942). 12. Planets in Peril (1942). 13. The Face of the Deep (1943). 14. Worlds to Come (1943), napsal Joseph Samachson pod pseudonymem William Morrison. | 15. Star of Dread (1943). 16. Magic Moon (1944). 17. Days of Creation (1944), také jako The Tenth Planet, napsal Joseph Samachson pod pseudonymem William Morrison. 18. Red Sun of Danger (1945), také jako Danger Planet. 19. Outlaw World (1946). 20. The Solar Invasion (1946), napsal Manly Wade Wellman. 21. The Return of Captain Future (1950). 22. Children of the Sun (1950). 23. The Harpers of Titan (1950), také jako Doctor Cyclops. 24. Pardon My Iron Nerves (1950). 25. Moon of the Unforgotten (1951). 26. Earthmen No More (1951). 27. Birthplace of Creation (1951). |

K cyklu se váže Hamiltonova povídka Treasure on Thunder Moon (1942), která obsahuje dobrodružství některých vedlejších postav.

### The Star Kings

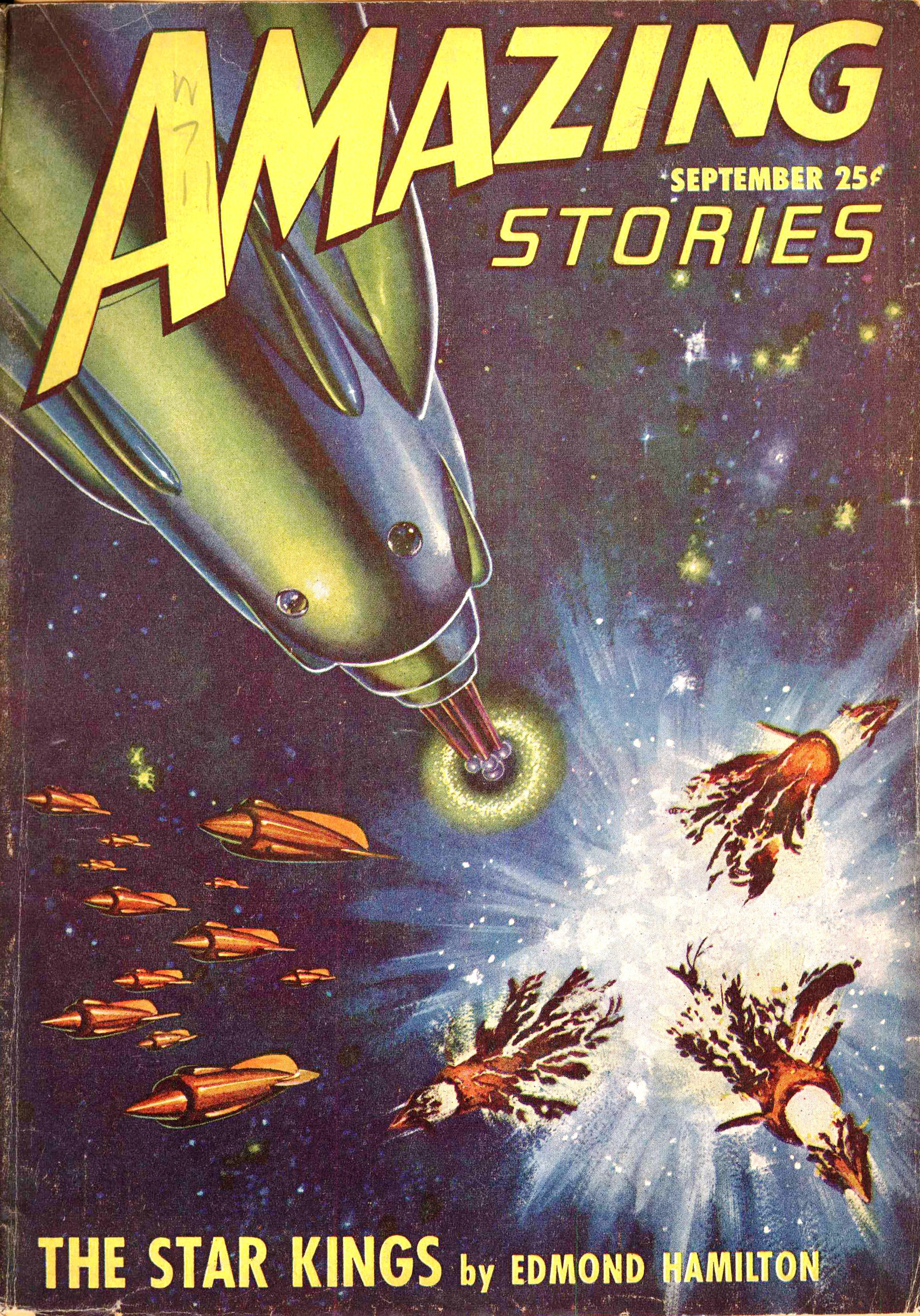
Časopis Amazing Stories z roku 1947 s autorovým románem The Star Kings.

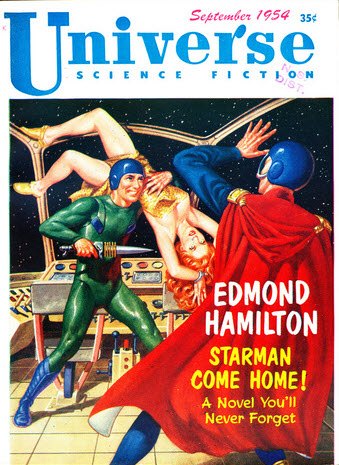
Časopis Universe Science Fiction z roku 1954 s autorovým románem 'Starman Come Home!.

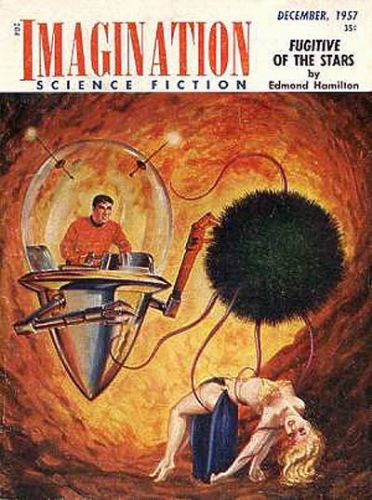
Časopis Imagination Science Fiction z roku 1957 s autorovým románem Fugitive of the Stars.

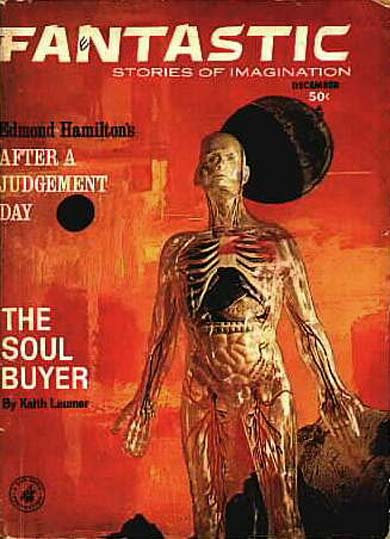
Časopis Fantastic Stories of Imagination z roku 1963 s autorovou povídkou After a Judgement Day.

The Star Kings (Králové hvězd) je space opera popisující příběhy pozemšťana, se kterým si vědec z dvě stě tisíc let vzdálené budoucnosti vymění tělo. Skládá se z jednoho románu a několika povídek.
- The Star Kings, časopisecky 1947, knižně 1949, román.
- Return to the Stars (1968), povídková sbírka obsahující povídky Kingdoms of the Stars, The Shores of Infinity, The Broken Stars a The Horror from the Magellanic.
- Chronicles of the Star Kings (1986), souhrnné vydání předcházejících knih.
- Stark and the Star Kings (2005), posmrtně, společně s Leigh Brackettovou.
- The Last of the Star Kings (2014), společné vydání dvou povídek The Tattooed Man (1957) a The Star Hunter (1958).

### Starwolf
Starwolf (Hvězdný vlk) je románová trilogie jejímž hlavním hrdinou je mimozemšťany vychovaný mezihvězdný obchodník a pirát Morgan Chane. Trilogie vyšla souhrnně v jednom svazku roku 1982 a skládá se z těchto románů:
- The Weapon from Beyond (1967, Zbraň z neznáma).
- The Closed Worlds (1968, Uzavřený svět).
- World of the Starwolves (1968, Svět hvězdných vlků).

Na Hamiltona navázal ruský spisovatel Sergej Suchinov (*1950), který v letech 1998–2005 napsal dalších patnáct svazků cyklu.

### Další romány
- The Time Raiders (1927), román o skupině elitních vojáků ze všech historických období, kteří brání lidskou civilizaci.
- The Other Side of the Moon, časopisecky 1929.
- The Lake of Life, časopisecky 1937, knižně 1978.
- The Fire Princess (1938)
- Tharkol, Lord of the Unknown, časopisecky 1939 jako The Prisoner of Mars, knižně 1950. V románu napadnou Zemi obyvatelé Marsu, aby získali její vodní bohatství.
- The Three Planeteers, časopisecky 1940.
- The Monsters of Juntonheim, časopisecky 1941 jako A Yank at Valhalla (Amík ve Valhale), knižně 1950.
- The Star of Life, časopisecky 1947, knižně 1959).
- The Valley of Creation, časopisecky 1948, knižně 1964.
- City at World's End (1951, Město na konci světa).
- The Sun Smasher, časopisecky 1954 jako Starman Come Home!, knižně 1959.
- Battle for the Stars, časopisecky 1956 pod pseudonymem Alexander Blake, knižně 1961.
- Fugitive of the Stars, časopisecky 1957, knižně 1965.
- The Haunted Stars (1960, Strašidelné hvězdy), dávno zmizelá mimozemská civilizace ponechá na Měsíci tajemství mezihvězdného cestování společně s temným varováním.
- Doomstar (1966).

## Filmové adaptace
- Batman: The Movie (1966), americký film založený na komiksu, jehož scénáře napsal i Hamilton, režie Leslie H. Martinson.
- Batman  (1966–1968), americký televizní seriál založený na komiksu, jehož scénáře napsal i Hamilton.
- Star Wolf (1978), japonský televizní seriál, režie Kijosumi Fukazawa.
- Captain Future  (1978–1979), japonský animovaný televizní seriál.

## Česká vydání

### Román
- Hvězdní vlci, SFK Terra 1988, fanbook, z němčiny přeložil Vladimír Kejval, znovu pod názvem Zbraň z neznáma, ebookSF (SFK Praha) 2009.

### Povídky
- Vyhnaství, povídka vyšla ve fanbooku SF překlady 1, SFK Winston Praha 1989, přeložil Ivan Tomek.
- Jaké to tam je?, povídka vyšla v časopise nakladatelství Polaris Exalticon 1991/04.
- Věčný koloběh, povídka vyšla v antologii Úžasné příběhy, AFSF, Praha 1992, přeložila Linda Bartošková.
- Prokletá galaxie, povídka vyšla v antologii Na úsvitu Zlatého věku, Mustang 1995.
- Devoluce, povídka vyšla v antologii Mistrovské kusy, Laser-books, Plzeň 2003.